# Mendham (Suffolk)
Mendham – wieś w Anglii, w hrabstwie Suffolk, w dystrykcie Mid Suffolk. Leży 40 km na północ od miasta Ipswich i 141 km na północny wschód od Londynu. Miejscowość liczy 440 mieszkańców.